# Rivière-aux-Rats
Pour les articles homonymes, voir Rivière aux Rats.
Le hameau Rivière-aux-Rats est situé sur la rive Est de la rivière Saint-Maurice, en Mauricie, en la province de Québec, au Canada. Le hameau fait partie de la ville de La Tuque et se trouve à 26 km au sud de son centre-ville.